# Adam Torbicki
Adam Ryszard Torbicki (ur. 7 lutego 1953 w Warszawie) – polski lekarz, specjalista w zakresie kardiologii i chorób wewnętrznych, profesor nauk medycznych.

## Życiorys
Ukończył II Liceum Ogólnokształcące im. Stefana Batorego w Warszawie (1972). Absolwent Wydziału Lekarskiego Akademii Medycznej w Warszawie z 1978. W 1985 uzyskał stopień naukowy doktora. Habilitował się na warszawskiej AM w 1992 w oparciu o rozprawę zatytułowaną Echokardiografia dopplerowska u chorych z przewlekłymi schorzeniami płuc. W 2000 otrzymał tytuł profesora nauk medycznych.
Uzyskał specjalizacje w zakresie chorób wewnętrznych (I stopnia w 1981 i II stopnia w 1985), specjalizował się także z kardiologii (2001) i angiologii (2003). Od 1978 do 1998 zatrudniony w Akademii Medycznej w Warszawie. Był także m.in. kierownikiem Kliniki Chorób Wewnętrznych Klatki Piersiowej Instytutu Gruźlicy i Chorób Płuc w Warszawie oraz Kliniki Krążenia Płucnego i Chorób Zakrzepowo-Zatorowych w Centrum Medycznym Kształcenia Podyplomowego. Objął stanowisko profesora w Instytucie Gruźlicy i Chorób Płuc, pełnił również funkcję zastępcy dyrektora tej placówki.
W pracy naukowej i klinicznej zajmuje się w szczególności kwestiami związanymi z krążeniem płucnym. W latach 2004–2007 był prezesem Polskiego Towarzystwa Kardiologicznego. Powoływany m.in. na wiceprezesa European Society of Cardiology, w ramach którego przewodniczył także grupie roboczej krążenia płucnego.
Jego matką była Emilia Torbicka, pediatra i profesor nauk medycznych. Jest mężem Grażyny Torbickiej.

## Odznaczenia
- Krzyż Komandorski Orderu Odrodzenia Polski (2014)[6]